# 오드 엔터테인먼트
오드 엔터테인먼트(영어: ODE ENTERTAINMENT)는 대한민국의 연예기획사이다. 2023년 9월 1일 설립되었으며, 2023년 9월 1일 회사 설립을 공식 발표했다. 슈퍼주니어 멤버 은혁, 동해가 직접 설립하였다.

## 현재 소속 연예인
- 슈퍼주니어, 슈퍼주니어-D&E
  - 은혁
  - 동해